# 忍道 戒
『忍道 戒』（しのびどう いましめ）は2005年（平成17年）11月10日にスパイクが発売したPlayStation 2（PS2）用ゲームソフト。アクワイア 製作。忍道シリーズの第1作。

## ゲームシステム
柱となるゲームシステムはアクワイア開発の天誅と侍道から各々受け継いだものがある。一撃必殺、そしてハラキリエンジンである。
一撃必殺
敵に見つからずに接近したり、敵の攻撃の隙をつくことで一瞬で敵を葬り去るシステムのこと。天誅シリーズでは必殺、忍殺と呼ばれていたが、忍道では血祀殺法（ちまつりさっぽう）という名称になった。忍殺と比べて、壁張り付きやぶら下がり、ふすま越しなど決められる状況が増え、また発覚中でもうまく隙をついたりすることで決めることができるのが大きな違い。
ハラキリエンジン
ゲーム内の勢力に主人公が介入することによって情勢が変化し、異なったストーリー展開を楽しめるシステムのこと。具体的には、任務の成否や首尾によって依頼主の好感度や軍備、空腹度などに変化をもたらし、送られてくる任務も変化していくという仕掛けである。
マップの行き来が自由で、マップ内のオブジェクトは持ち上げたり、投げたりが可能。
任務目的も敵を倒すことだけではなく、手紙や金庫を運んだり盗んだり、キノコや草を集めたり、味方を敵から警護したり、様々な目的が用意されていて、それらを達成したかどうかがすべて戦の情勢に大きく関わってくる。また、任務とは直接関係のない要人を暗殺するといった行動も可能（兵糧を盗み出すため潜入した城に滞在していた侍大将を任務のついでに殺害する等）。

### 調合
自分で集めた素材（草・きのこ・ヤモリ等のアイテム）を調合して忍具を作り、それを任務に持っていって使用する、という事ができる。目的の成分を好みの数値にしたら、使い方に応じて瓶（主に飲んで使う）や玉（投げて使う）や武士騙し（寿司のようなもの。食べさせて使う）のどれかと組み合わせることで、自分だけのオリジナルの忍具が完成する。

### その他
行動の拠点となる隠れ家には裏庭があり、自由に改修する事が可能。各マップから持ち帰ったオブジェクトを配置したり、山を作ったりなど、自由にカスタマイズできる。裏庭には敵が襲撃してくることがあるため、これを撃退しやすくするのが主な目的となる。

## ミッションコンストラクトモード
本作ではミッションエディター匠（ミッションエディターたくみ）と名づけられた任務作成モードが存在する。これは『天誅』における虎の巻を基にしたゲームモードである。
任務作成では、マップ構成、多様な任務目的や制限時間などを設定し、好きな任務をつくることができる。マップには、高低差や木や建物、敵などの人間をフィールド内に自由に配置し、ステージを作成できる。
『忍道 戒』と『忍道 匠』は、搭載されている任務作成モードが互換性を持っており、共有される任務データで、任務の作成、編集と、任務を遊ぶことが可能。『忍道 焔』では、『忍道 戒』、『忍道 匠』で作成された任務をダウンロードして遊ぶことができる。

## 登場キャラクター

### 飛鳥忍者 （あすかにんじゃ）
鴉（からす）のゴウ声：羽多野渉
かつて物語の舞台となる宇高多（うたかた）の地で大名からの依頼を請け負っていたが、組織としてほぼ壊滅した飛鳥忍者に属していた記憶喪失の主人公。黒の装束と顔の下半分を巻く長布、忍刀という出で立ち。自分が誰か解らなくなる前も後も自分の忍者としての「強さ」を追い求めている節があり、それが災いした。宇高多の3大名の依頼を受けるさなか、光る石（魂の欠片）を集めれば自分の失った記憶を思い出すことができると知り、回収してゆくうちに自分が過去に何をしてしまったかを思い出す。
金糸雀（かなりや）のキヌ声：幸田夏穂
荒廃した飛鳥の里で出会う飛鳥忍者のくのいち。片手は義手で、経緯は魂の欠片を集めていくと判明する。
ゲームを進めていけば、プレイヤーキャラとして扱えるようになる。モーションとジャンプ力などの性能がゴウとは異なったものになっている。失敗するとゲームオーバーになってしまう、ストーリーに直接絡む任務では使用することができない。
黒鷹（くろたか）のザジ声：小西克幸
茶の装束を着て右目に眼帯をし、長い黒髪を纏めている。ゴウと同じ飛鳥忍者だがゴウに対し強い憎しみと殺意を抱いており、彼の前に現れるたびに戦いを挑んでくる。
その実力はゴウよりも高く、忍刀・体術・忍具を駆使してゴウの命を執拗に狙う。プレイヤーの物語の進め方によって生死が分かれる。
大鷲（おおわし）のタイガ声：櫛田泰道
里が滅びるまで生きていた飛鳥忍者大将。ザジ、ゴウ、キヌも教育していた。

### 大名
下に就く侍大将は一刀流と二刀流の者がいて、同じ勢力の者は顔と服装が同じ。武士達は序盤は弱いが、奥義書や新兵器を手に入れる事で奥義、弓矢、瞬発式火縄銃を使うようになり最大生命力（体力）と攻撃力がアップする。奥義は3つあり2つは武器同様各勢力共通。

#### 一条家
飛鳥忍者を頼りに宇高多を治めてきた大名家。一夜の内に飛鳥忍者を失った上に、赤目・貞女両軍に押され資金面で苦境に立たされている。
一条信輝（いちじょう　のぶてる）声：森田順平
髪を片わなにした一条家現当主。一国を治める大名としては少々頼りない、争いを好まぬナイーブな性格であり、自分は大名にふさわしくないともらす場面もある。
しかしその一方で武家生まれとして剣術を心得ており、戦闘においては「信輝夜行」という連続攻撃で畳み掛けてくる強敵である。
一条武士声：小野塚貴志&伊丸岡篤
白の鉢巻きを巻き青と白の着物を着ている。専用奥義は「松葉突き」という素早い二連突き。警鐘や運送など特別な役目を与えられている者は顔に防具をつけており警戒度も高い。
一条侍大将声：高瀬右光
額部分に鉄が来て顔と首を覆う黒い厚手の布と、当世具足の胴を防具とし一条家の要塞である村雲砦に陣を構えている。信輝のことを「ノブ」と呼ぶ者もおり彼と一条家の将来を案じている。

#### 赤目家
宇高多の隣国を領土とする大名家。南蛮貿易で多額の利益を得ており、他の勢力よりも兵力・資金力で勝る。
赤目影虎（あかめ　かげとら）声：飯塚昭三
二つ折で髭を生やし、真っ赤な陣羽織を羽織る赤目家現当主。多少の犠牲をいとわぬ戦略で、飛鳥忍者の滅亡に乗じて宇高多を狙う。
性格はその外観の通り豪快・強引の通りで頭も良くないとされているが、部下からは面倒見の良さから慕われているらしい。
戦闘での立ち回りは後述する商人とほぼ同じであるが、手にした短筒は武士が装備する火縄銃のそれとは比較にならない威力を誇る。
赤目武士声：伊丸岡篤&櫛田泰道
赤目家に仕える侍達。専用奥義は様々な効果の煙玉を投げる「漢投げ」、回復薬や増強薬などの薬を飲む技。特殊な役目を持った者は頭に頭形兜を被り警戒度も高い。
赤目侍大将声：高瀬右光
赤い陣羽織を着て脛当を巻き髷がどの型にも当てはまらず、赤目家の要塞である金剛関に陣を構えている。影虎が倒れた後に自分が天下を手に入れようと考えている者もいる。

#### 阿無璃他教（あむりたきょう）
宇高多に長く住んでいる者達が多く加入している新興の宗教集団。軍事力では一条・赤目軍に劣るものの、一宗教としては強大な勢力を持つ。
貞女（さだめ）声：幸田直子
阿無璃他教の教祖を務める、高いカリスマ性を持つ美女。説明書や公式サイトには「行き当たりばったり」とあるが、ゲーム内ではしっかり敵勢力を追い詰める作戦を立てている。
美貌の持ち主で、主人公にも矢文で色っぽい映像を送ってくる。過去は壮絶なものだったらしく、信頼度を上げていけばその過去にまつわる任務を依頼してくる。
刀を片手で構える自己流の剣術を身につけており、時には蹴り等の体術を駆使して襲い掛かる。しかし、彼女が居を構える「双胎楼」の構造の関係で、自分の居城の罠に掛かり討ち死にする事があり、倒すだけなら他の大名よりも簡単ともいえる。
阿無璃他武士声：櫛田泰道&小野塚貴志
裹頭を施し黒の素絹と白の単衣を着て、初期武装は刀のみの僧兵。専用奥義は「三途渡し」という埋火（地雷）を設置する技。特殊な役目を持った者は赤い飾りのついた袈裟をまとっており警戒度もやや高い。「坊さんのする事では無い」と、戦をするのは気が進まないらしい。
貞女侍大将声：高瀬右光
サングラスと長い白覆面で顔が見えない。阿無璃他教の要塞である木阿弥砦に陣を構え、今回の戦も真理を見つけるための試練だと考えている。
弥勒（みろく）声：幸田夏穂
『忍道 焔』で登場。阿無璃他教の修験者だが一条家の侍大将と内通しており、貞女を出し抜いて宇高多を我が物にしようと目論む。

### 忍者軍団

#### 多羅場忍軍（たらばにんぐん）
戦闘に特化した超武闘派の忍者集団。全身に重厚な甲冑をまとい、大筒、火炎放射器、鉄の爪などで武装している姿は忍者というよりSF作品の兵士と言った方が近い。甲冑が重いのか足は遅いが、それを補うかのような凄まじいジャンプ力を持っている。
その重装甲のため手裏剣などの飛び道具は効かないが煙玉は通用する。また、斬撃・打撃などの近接攻撃は通常通りダメージが入る。
冑（かぶと）声：大川透
部下以上の巨躯と重装甲を誇る多羅場忍軍首領。その強面な外見とは裏腹に、曹松の「己亥歳」の結句を引用する場面も。
武装も部下より強力なものを装備しており、片腕の連射式二連大砲や胸部の火薬玉・まきびしの他に、鉄製の下顎を備えた口の中には小型火炎放射器まで備えている。
その巨躯を活かした体術も十分な脅威となるが、プレイヤーを発見した時に投げつける大鉈には全く攻撃判定がない。そのため、冑一人に万が一見つかっても容易に先手が取れてしまう。
多羅場忍者声：江川大輔
死体を発見しても井戸には捨てず、火炎放射器で焼却してしまう。難易度「ふつう」では時々肩を揺らし立ち止まる。

#### 喪巣忍者（もすにんじゃ）
全員がくのいちの忍者集団。機動力に優れており、素早い動きで翻弄しつつくないで遠距離攻撃を仕掛ける。
「飛鳥忍者滅亡の噂を聞きつけて宇高多にやって来た」とされるが、この点は後述するゴウと揚羽・薄羽との因縁と比較すると矛盾している。
揚羽（あげは）&薄羽（うすば）声：共に氷上恭子
腰に巻いてある扇子の向きでかろうじて見分けがつくほどそっくりで、2人で喪巣忍者をまとめている。姉が揚羽で、妹が薄羽。さらに下には立羽（たては）という妹がいる三つ子だったが、立羽はゴウに殺害された。関西弁を喋る。マイペースな揚羽に薄羽が振り回されている感がある。
喪巣忍者声：沢城みゆき
手に持った特殊な刃物を使ったアクロバティックな体術や、揚羽と薄羽同様にクナイや忍具を使って攻撃してくる。攻撃動作が速く他の忍者より反撃がしづらい。待機中はいつもエクササイズのようなセクシーな運動をしている。頭領の見分けがつかない者がいる。

#### 毛伸衆（けのびしゅう）
令制国・奥州から来た忍集団。奥州では一大勢力を築いているらしく、本作で出てくる毛伸衆はあくまで派遣されている分隊程度のものとなる。
蛇蜻蛉（へびとんぼ）&渦虫（うずむし）声：奥田啓人（蛇蜻蛉）・吉野貴宏（渦虫）
粗暴で喧嘩っ早い頭領の蛇蜻蛉は伸び縮みし刺し貫く事の出来る右腕の鉄製武具と増強薬などの薬を、のんびり屋で物事を考えるのは苦手なナンバー2の渦虫は錘を使って戦う。部下は蛇蜻蛉の下に付くのを嫌がっている。
毛伸忍者声：柴田創一郎
オーソドックスな緑の忍装束を着ている。十手のような武器を使い、ゴウのモーションを少し変更したような攻撃方法をする。走るスピードが速く、任務中には走り回っている者もいる。

### その他
オンジ声：中庸助
謎の老人。「通りすがりのオンジ（おじいさん）」を矢文で名乗り、遺言状のような手紙もゴウに送る。物語を進めるとその正体が判明する。
蛮族声：坂東尚樹
宇高多周辺に住む蛮族。もともとは宇高多領内に住んでいたが、現在は知能が低下してカタコトでしか話すことができない。
威力が高めの手斧を片手に持って戦うが総合的な戦闘力は低く、慣れれば発覚後も血祀殺法が狙える。ゴウの隠れ家の裏庭にも攻めて来てアイテムを奪っていくが、どんな物でも全て食べてしまうようだ。
蛮族兄声：坂東尚樹
蛮族を束ねるリーダー。手斧を2つ持ち、体が一回り大きく戦闘力も高い。しかし蛮族同様に知能は低い。
商人声：坂東尚樹
宇高多の地で大名を相手に商売を行っている。悪徳商人や武器商人など色々な商人がおり、ゴウは彼らの暗殺や警護まで様々な任務が依頼される。戦闘では短筒や「にせがね」というアイテムを使う。
猫
宇高多の城下町や近辺の森に住む。落ちているアイテムを食べてしまうが、絶対に倒す事は出来ない。ゴウの隠れ家にも一匹住んでいる。
用心棒声：小形満
緑の着流しを着た凄腕の浪人で、武士とは比べ物にならない剣捌きと攻撃力を持つ。大名や商人に雇われている者が大半だが、夜な夜な町に現れては辻斬りを働く者もいる。
警戒度が高く、気付かれないように背後から接近しても突然振り向く事もあるほか、忘却玉を使っても前からの血祀殺法ができない。
町娘声：松浦チエ
宇高多の城下町に住む娘。戦闘経験のない一般人のため戦闘力は低いが、中には強力な体術を使う喪巣忍者が変装した者もいる。
熊
宇高多の人里離れた地に生息する凶暴な野生の熊。種類はツキノワクマであるがその体躯は明らかに大きく、獰猛さという面でもヒグマに近い。
野生の物のほかに、大名に捕獲され城下町や城内の檻の中に閉じ込められている個体もいるが、野生種かどうかを問わずいずれも脚の1本に鉄枷がついている。
攻撃力・体力・警戒度の全てがトップクラスの強敵で、任務で遭遇した場合は苦戦を強いられることが多い。鮭には過敏に反応するほか、倒すとなぜか鮭がそのままの姿で出てくる。
牛車声：森田順平
大名が配備する装甲車の様な乗り物。食糧の運搬や大名の移動のような重要な任務に使われているため、破壊されてしまった場合は牛車を持つ勢力に多大な被害が出る。毎回新しい物が開発されているらしい。攻略本（皆伝之書）の設定画集によると、3人乗りで人力による動力（牛車の下部に穴が空いていて足が出るようになっている）であるらしい。
また、ごく低確率だが大名に属さない無所属の牛車を襲撃するミッションが存在し、その牛車は矢文の中で大名から「お化け牛車」と呼ばれている。
姫声：小暮英麻
わがままで高飛車な大名に守られている姫君。戦闘力は町娘程度しかない。ゴウとは誘拐や救出などの任務で関わることに。
我無乱（がむらん）声：黒田崇矢
3大名の戦の影で暗躍している謎の修験者。多羅場忍軍にある探し物を依頼している。
奈美・ファンバステン（なみ ファンバステン）声：沢城みゆき（※『焔』のみ）
『侍道2』に登場したキャラで、終盤にて矢文を送って来る事がある。『忍道 焔』でもストーリーには一切関係しないが特定の条件を満たすとプレイヤーキャラクターとして登場する。
忍熊
『忍道 焔』にプレイヤーキャラクターとしてのみ登場。基本的には熊と同等の性質を持っているが、血祀殺法に相当する「食事」が可能。

## タイアップソング
- 「STYLE 〜get glory in this hand〜」HIGH and MIGHTY COLOR

CMでは、本人たちも出演している。